# Don't Change Your Husband
Don't Change Your Husband is een Amerikaanse stomme film uit 1919 onder regie van Cecil B. DeMille.

## Verhaal
James Denby Porter is succesvol als zakenman, maar bakt er als echtgenoot maar weinig van. Zijn vrouw Leila is het na een tijd zat en verlaat hem voor Schuyler Van Sutphen. Als blijkt dat Schuyler nog erger is dan James, wenste ze dat ze James nooit had verlaten. Maar nu aankloppen bij James gaat niet meer zo makkelijk..

## Rolverdeling
| Acteur           | Personage            |
| ---------------- | -------------------- |
| Gloria Swanson   | Leila Porter         |
| Elliott Dexter   | James Denby Porter   |
| Lew Cody         | Schuyler Van Sutphen |
| Julia Faye       | Nanette              |
| Theodore Roberts | The Bishop           |
| Irving Cummings  | Cameo                |